# 万元店镇
万元店镇，是中华人民共和国辽宁省朝阳市凌源市下辖的一个乡镇级行政单位。

## 行政区划
万元店镇下辖以下地区：
佐杖子村、康杖子村、铁匠炉村、大杖子村、老官营子村、山头村和黑沟村。